# Pseudamiops
Pseudamiops es un género de peces de la familia Apogonidae, del orden Perciformes. Este género marino fue descrito científicamente en 1954 por James Leonard Brierley Smith.

## Especies
Especies reconocidas del género:
- Pseudamiops diaphanes J. E. Randall, 1998
- Pseudamiops gracilicauda (Lachner, 1953)
- Pseudamiops pellucidus J. L. B. Smith, 1954
- Pseudamiops phasma J. E. Randall, 2001
- Pseudamiops springeri Gon & Bogorodsky, 2013[2]